# Chris Kohler
Chris Kohler est un journaliste et auteur américain spécialisé dans le jeu vidéo. Il parle couramment japonais. Actif depuis 1996, il a notamment écrit pour Wired, Animerica, Official Nintendo Magazine, 1UP.com et GameSpy. Il est l'auteur de Power-Up: How Japanese Video Games Gave the World an Extra Life, un ouvrage sur l'influence du Japon dans l'industrie du jeu vidéo.
Il a fait partie du jury de l'Independent Games Festival en 2008

## Biographie
Kohler est diplômé de l'université Tufts en japonais. Il était membre de la Phi Beta Kappa. De 2000 à 2002, encore étudiant, il dispense à l'université Tufts un cours sur l'histoire du jeu vidéo,. Dans le cadre du programme Fulbright, il étudie à l'université Seika de Kyoto. De 2002 à 2004, il réalise de nombreuses interviews de personnalités du jeu vidéo japonaises, comme Shigeru Miyamoto et Hironobu Sakaguchi. Dépassant le cadre d'un thèse, ces interviews forment la base de son livre Power-Up: How Japanese Video Games Gave the World an Extra Life. Dans cet ouvrage, il étudie les jeux vidéo japonais, un aspect de l'industrie selon lui largement ignoré dans les ouvrages américains. Il y défend l'idée que le Japon a eu une influence considérable sur le jeu vidéo.

## Ouvrages
- (en) Chris Kohler, Power-Up : How Japanese Video Games Gave the World an Extra Life, Indianapolis, Brady Games, 2004, 302 p., 22 cm (ISBN 9780744004243, OCLC 254186219, présentation en ligne)
- (en) Chris Kohler (préf. Al Lowe), Retro gaming hacks : Tips & tools for playing the classics, Cambridge, O'Reilly, octobre 2005, 512 p., 23 cm (ISBN 9780596009175, OCLC 62215358, présentation en ligne)